# SC Hessen Dreieich
El SC Hessen Dreieich es un equipo de fútbol de Alemania que juega en la Hessenliga, una de las ligas regionales que conforman la quinta división de fútbol en el país.

## Historia
Fue fundado el 20 de junio de 2013 en la ciudad de Dreieich de Hesse para consolidar a los equipos de la región luego de que el apoyo que le brindaba la ciudad al fútbol era de tan solo de 20%. En la temporada 2013/14 tomó el lugar del SKG Sprendlingen de la séptima división en su temporada inaugural.
En la temporada 2014/15 logra el ascenso a la Hessenliga por primera vez, y en la temporada siguiente gana el título de la liga, pero rechaza el ascenso.
En la temporada 2017/18 vuelve a ganar el título de la quinta división y esta vez no rechaza el ascenso, con lo que abandona las categoría aficionada por primera vez en su historia. Tras una temporada desciende a la Hessenliga al terminar en último lugar entre 18 equipos.

## Palmarés
- Hessenliga: 2

2017, 2018
- Verbandsliga Hessen-Süd: 1

2015